# Cratere Barney
Barney  è un cratere sulla superficie di Mercurio.